# Gardęga
Die Gardęga, deutsch Gardenga, ist ein rechter Zufluss der Osa (Ossa) in Polen.

## Geografie
Der 51,1 km lange Fluss entspringt in der Nähe der Stadt Susz (Rosenberg in Westpreußen), fließt zunächst nach Südwesten durch die Kleinstadt Kisielice (Freystadt in Westpreußen), dann zunächst nach Nordwesten, tritt in einem kurzen Abschnitt in die Woiwodschaft Pommern ein, anschließend in die Woiwodschaft Kujawien-Pommern, durchfließt hier im weiteren Verlauf nach Südwesten den See Jezioro Nogat und mündet schließlich bei Rogóźno-Zamek (früher Schloß Roggenhausen) in die Osa. Das Einzugsgebiet wird mit 310 km² angegeben.